# Dinalupihan
Dinalupihan è una municipalità di seconda classe delle Filippine, situata nella Provincia di Bataan, nella Regione del Luzon Centrale.
Dinalupihan è formata da 46 baranggay:
- Aquino
- Bangal
- Bayan-bayanan
- Bonifacio (Pob.)
- Burgos (Pob.)
- Colo
- Daang Bago
- Dalao
- Del Pilar (Pob.)
- Gen. Luna (Pob.)
- Gomez (Pob.)
- Happy Valley
- Jose C. Payumo, Jr.
- Kataasan
- Layac
- Luacan
- Mabini Ext. (Pob.)
- Mabini Proper (Pob.)
- Magsaysay Street
- Maligaya
- Naparing
- New San Jose
- Old San Jose

- Padre Dandan (Pob.)
- Pag-asa
- Pagalanggang
- Payangan
- Pentor
- Pinulot
- Pita
- Rizal (Pob.)
- Roosevelt
- Roxas (Pob.)
- Saguing
- San Benito
- San Isidro (Pob.)
- San Pablo (Bulate)
- San Ramon
- San Simon
- Santa Isabel (Tabacan)
- Santo Niño
- Sapang Balas
- Torres Bugauen (Pob.)
- Tubo-tubo
- Tucop
- Zamora (Pob.)